# Kaori Mochida
Pour les articles homonymes, voir Mochida.
Kaori Mochida (持田 香織, Mochida Kaori, née le 24 mars 1978 à Tokyo au Japon) est une chanteuse japonaise, en solo et en tant que membre du populaire trio puis duo Every Little Thing.

## Biographie
Elle débute dans les années 80 comme enfant acteur, apparaissant dans des publicités. En 1993, elle rejoint à 15 ans le groupe de chanteuses idols Kuro Buta All-Stars, et sort peu après un premier single en solo, Mō Ichido. En 1995, elle signe à 17 ans sur le label Avex comme chanteuse en solo, mais y rencontre Mitsuru Igarashi, formant avec lui Every Little Thing sur les conseils du producteur Max Matsuura. Le groupe débute en 1996 et connait rapidement le succès, et elle devient une icône, apparaissant dans de nombreuses publicités pour des produits de beauté. Elle commence à écrire des paroles de chansons, parfois pour d'autres artistes, puis se met à composer. Elle chante aussi parfois sur d'autres disques que ceux de son groupe. Elle sort un single solo en 2004, puis débute officiellement une carrière solo en 2009 en parallèle à son groupe, sortant plusieurs albums.

## Discographie solo

### Albums
1. 12 août 2009 : Moka
2. 25 août 2010 : Niu
3. 1er août 2012 : Manu a Manu

### Singles
1. 5 novembre 1993 : Mō Ichido (もう一度?)
2. 20 octobre 2004 : Itsunomanika Shōjo wa (いつのまにか少女は?)
3. 28 janvier 2009 : Ame no Waltz (雨のワルツ?)
4. 2009 : Kojin Jugyō (個人授業?)
5. 29 juillet 2009 : Shizuka na Yoru / Weather (静かな夜/weather?)
6. 6 août 2010 : Green / Acacia (green／アカシア?) (Mochida Kaori × Journal Standart)
7. 20 avril 2011 : To
8. 9 mai 2012 : Megumi / Kanashii Toki mo Ureshii Toki mo (めぐみ/悲しいときも嬉しいときも?)
9. 6 juin 2012 : Utsukushiki Uruwashiki Hibi (美しき麗しき日々?)